# Балетски играч
Балетски играч је особа која има балетско образовање и игра балет. Жене које имају балетско образовање, или играју у балетској трупи називају се балерине, а мушкарци балетани. До пре више деценија за балерину је у српском језику коришћен и израз балетеза, који се данас сматра архаичним.
У почетку се речју балерина означавала само врло истакнута солисткиња, односно подразумевао је оно што данас означава реч примабалерина. Ова финеса и данас постоји у руском језику, а у нашем је последњих деценија изгубљена, тако да данас балерина означава сваку женску чланицу балетске трупе, а и сваку женску особу која има балетско образовање.